# Parafia św. Stanisława w Milejewie
Parafia św. Stanisława Biskupa i Męczennika w Milejewie – parafia rzymskokatolicka w diecezji elbląskiej. Erygowana pk. 1330 roku, reerygowana 7 marca 1972 roku przez administratora apostolskiego Józefa Drzazgę. Do parafii należy miejscowości: Milejewo, Jagodnik, Majewo, Ogrodniki, Piastowo, Zajączkowo. Tereny te położone są w gminie Milejewo w powiecie elbląskim w województwie warmińsko-mazurskim.
Kościół parafialny w Milejewie został wybudowany i konsekrowany w roku 1330.